# Manuel Mendes de Barbuda e Vasconcelos
Manuel Mendes de Barbuda e Vasconcelos (Aveiro, 15 de Agosto de 1607 – 30 de Março de 1670) foi um poeta português, autor do poema heróico Virginidos (1667).

## Biografia
Filho de Manuel Mendes de Barbuda e Vasconcelos e de D. Jerónima Morais de Loureiro, nasceu em Verde-milho, lugar próximo de Aveiro, em 15 (ou 20) de Agosto de 1607.
Formou-se em Direito na Univerdade de Coimbra.
Morreu a 30 de Março de 1670, aos 67 anos de idade, e foi sepultado na Igreja Paroquial de Nossa Senhora dos Arados.

## Obra
Além de uma Silva Panegírica (1667) e de um poema composto em vinte cantos de oitavas-rimas intitulado Virginidos (1667), Manuel Mendes de Barbuda deixou três volumes manuscritos completos: Rimas Sacras; Rimas Humanas; Poemas Fúnebres.

### PoemaVirginidos
Os exemplares do poema Virginidos (1667) são raros.
Dá-se como exemplo a sua seguinte metáfora: chama a cavalos brancos "cisnes quadrúpedes".
Juízo de José Maria da Costa e Silva (1788–1854): "Se rica e ardente imaginação, invenção fértil, muita facilidade de compor, linguagem elegante e correcta, muito saber, e versificação fácil, corrente e harmoniosa bastassem para formar um grande poeta épico, o doutor Manuel Mendes de Barbuda e Vasconcelos teria sido um dos primeiros épicos, não só de Portugal, mas da Europa. Porém [faltou-lhe] aquele tato fino e delicado, que nos dirige na escolha dos objectos, nos ministra o sentimento do verdadeiro belo, nos ensina a bem dispor e coordenar as diferentes partes de um todo, e sobretudo a dizer só o que se deve dizer, e do modo mais próprio e conveniente. Este dote tão raro, tão essencial, e que se chama bom gosto, faltou inteiramente a Manuel Mendes de Barbuda e Vasconcelos." "E por isso o seu poema, que ao sair à luz foi geralmente admirado e aplaudido por doutos e indoutos, veio a cair em um total esquecimento, aliás imerecido, porque abunda em belezas parciais, que podem tornar de grande interesse para os poetas a sua leitura."
O padre Francisco Ferreira Barreto (1790–1851) referiu-se a Virginidos como "muito mau poema".